# Rekettyés-csúcs
A Rekettyés-tető (más néven Rekettyés-, Reketye-, Rakottyás- vagy Retyicás-csúcs, románul Vârful Răchitiș) a Kelemen-havasok tagja.

## A hegy
A hegy Maros megye, Hargita megye és Suceava megye találkozáspontját képezi. 1940-1944 között készült leírásokban és térképeken Csáky-csúcs néven szerepel, Csáky István akkori magyar politikusról kapta a nevét. A hegy a maga 2021 méterével a magasabbak pontok közé tartozik.

## Kilátás
Tiszta időben a csúcsról gyönyörű kilátás nyílik minden irányba; észak felé láthatók a Radnai- és Borgói-hegység, valamint a Cohárd-hegység meg az Obcsinák, kelet felé a Besztercei-havasok meg a Csalhó, dél felé a Görgényi-havasok, délkelet felé a Hagymás-hegység, Gyergyói-havasok meg a Hargita zárják a láthatárt. Nyugat felé a Magyar-Negoj és a Nagy-Köves komor csúcsai tűnnek fel. Ősszel, és télen különösen csodálatos a kilátás, de ha este szerencsénk van és tiszta időt fogunk ki, akkor Szászrégen és Marosvásárhely fényei láthatóak.

## Megközelítése
A Rekettyés-tetőre két úton lehet feljutni: követhetjük a turistaösvényt (a jelzés kövekkel körülvett faoszlopokra van többnyire festve), vagy az épített úton is feljuthatunk a csúcsra.

## Egyéb
A csúcs délkeleti oldalában található a glaciális eredetű Jézer- (Iezer-) tó, aminek két mesterséges tava a Kolibica- és a Féti-tó. Közvetlenül a csúcs mellett meteorológiai állomás is található.

## Külső hivatkozások
- Panorámakép a hegycsúcson
- A Rekettyés-tetőn – YouTube-videó
- Túrák a Kelemen-havasokban